# Dioscorea rupicola
Dioscorea rupicola är en enhjärtbladig växtart som beskrevs av Carl Sigismund Kunth. Dioscorea rupicola ingår i släktet Dioscorea och familjen Dioscoreaceae. Inga underarter finns listade i Catalogue of Life.